# Appiano di Alessandria
Appiano di Alessandria (in greco antico: Ἀππιανὸς Ἀλεξανδρεύς?, Appianòs Alexandreýs; in latino Appianus Alexandrinus; Alessandria d'Egitto, 95 circa – 165 circa) è stato uno storico greco antico del periodo romano, vissuto durante i regni di Traiano, Adriano e Antonino Pio. Visse in Egitto e a Roma, fu avvocato ed ottenne la carica di procuratore nella provincia d'Alessandria ed Egitto.

## Biografia
Non sono molte le notizie relative alla vita di Appiano, perché la sua autobiografia, menzionata alla fine della prefazione della sua opera, è andata perduta.
Le uniche informazioni su Appiano che abbiamo oggi provengono, dunque, dai suoi scritti e una lettera dal suo amico Marco Cornelio Frontone. Allo stato, è certo che Appiano fosse nato intorno all'anno 95 d.C. ad Alessandria d'Egitto e che si sarebbe trasferito intorno al 120 a Roma, dove divenne un avvocato.
In seguito, Appiano sarebbe tornato in Egitto, almeno fino alla fine del regno di Traiano (117). Nella lettera di Cornelio Frontone, viene rivelato che una richiesta per conto di Appiano per ricevere il rango di Procuratore si è verificato durante la co-reggenza di Marco Aurelio e Antonino Pio, tra 147 e 161. Anche se Appiano ottenne questo incarico, non è chiaro se sia stato un vero e proprio lavoro o un titolo onorifico. Questo il testo della lettera:
1 <Accepi, Caesar> equitis Romani unius contubernalis mei Sexti Calpurnii dignitatem rogatu meo exornasti duabus iam procurationibus datis. Ea ego duarum procurationum beneficia quater numero: bis cum dedisti procurationes itemque bis cum excusationes recepisti.
2 Supplicavi tibi iam per biennium pro Appiano amico meo, cum quo mihi et vetus consuetudo et studiorum usus prope cotidianus intercedit. Quin ipsum quoque certum habeo et adfirmare ausim eadem modestia usurum, qua Calpurnius Iulianus meus usus est. Dignitatis enim suae in senectute ornandae causa, non ambitione aut procuratoris stipendii cupiditate optat adipisci hunc honorem. Quom primum pro Appiano petivi, ita benigne admisisti preces meas, ut sperare deberem.
3 Proximo superiore anno petenti mihi propitius multa respondisti, illud vero etiam comiter, futurum ut, cum Appiano me rogante procurationem dedisses, causidicorum scatebra exoreretur idem petentium. Meministi etiam quem de Graecia propitius et ridens nominaveris. Sed multa distant: Aetas, orbitas, cui leniendae solaciis opus est. Ausim dicere honestatem quoque et probitatem inter duos bonos viros nonnihil tamen distare; quod propterea facilius dico, quoniam illum, cui amicum meum antepono, non nominavi.
4 Postremo dicam, quomodo simplicitas mea et veritas me dicere hortantur et fiducia amoris erga te mei, profecto aequius esse illum quoque propter me impetrare. Memento etiam, domine imperator, cum ille meo exemplo petet, me biennio hoc petisse: igitur illei quoque, sei videbitur, post biennium dato. Fecerit exemplo nostro, si ipse quoque se tibi impetraverit excusare.»
(Ad Antoninum Pium, X)
Nell'introduzione alla sua Storia romana, inoltre, si vanta di aver perorato varie cause davanti agli imperatori, probabilmente Antonino Pio e Marco Aurelio.

## Opere
Appiano scrisse una Autobiografia, ora perduta, citata nella prefazione alla sua Storia Romana:
(trad. A. D'Andria)
L'opera principale di Appiano, nonché l'unica conservatasi, è la Storia Romana (Ῥωμαικά), in 24 libri, conclusa intorno al 160 d.C. Il piano di Appiano è abbozzato nelle sezioni 14-15 della prefazione:
Il prossimo in ordine sarà la storia del resto d'Italia, eccetto la parte lungo l'Adriatico. Questo, per distinguerlo dal precedente, sarà chiamato il secondo libro italico della storia romana.
Con l'ultima nazione, i Sanniti, che abitavano l'Adriatico, i Romani lottarono per ottant'anni sotto le più grandi difficoltà, ma alla fine li sottomisero e i vicini che erano loro alleati, e anche i Greci che si erano stabiliti in Italia. Questa, per distinzione dalla prima, sarà chiamata la storia romana sannitica.
Il resto sarà nominato secondo il suo soggetto, il celtico, il siciliano, l'iberico, l'annibalico, il cartaginese, il macedone e così via. L'ordine di queste storie rispetto all'altra è secondo il tempo in cui i Romani iniziarono a essere coinvolti in guerra con ciascuna nazione, anche se molte altre cose intervennero prima che quella nazione giungesse alla sua fine. Le sedizioni interne e le guerre civili dei Romani - per loro le più calamitose di tutte - saranno designate sotto i nomi dei loro principali attori, come le guerre di Mario e Silla, quelle di Pompeo e Cesare, quelle di Antonio e del secondo Cesare, soprannominato Augusto, contro gli assassini del primo Cesare, e quelle di Antonio e Augusto l'uno contro l'altro. Alla fine di quest'ultima delle guerre civili l'Egitto passò sotto il dominio romano e il governo romano stesso divenne una monarchia.
Così le guerre straniere saranno divise in libri secondo le nazioni, e le guerre civili secondo i comandanti principali. L'ultimo libro mostrerà la forza militare attuale dei Romani, le entrate che raccolgono da ciascuna provincia, ciò che spendono per il servizio navale, e altre cose di questo genere. È opportuno iniziare con l'origine del popolo della cui prodezza sto per scrivere.»
(trad. A. D'Andria)
L'opera, dunque, aveva un impianto non propriamente cronologico ma etnografico, costituita da monografie corrispondenti alle guerre condotte dai Romani con altre nazioni e tra loro, di cui undici sono giunte fino a noi complete, o quasi, vale a dire: il Libro Iberico, il Libro annibalico e quello punico, l'illirico, il siriaco, il mitridatico e cinque libri delle guerre civili. Estratti da altri libri sono stati conservati in due compilazioni bizantine fatte per ordine dell'imperatore Costantino Porfirogenito intorno al 950 d.C., una intitolata Sulle ambasciate e l'altra Sulle virtù e i vizi.
Nella Storia Romana, Appiano si basa su fonti che non è agevole ricostruire, visto che menziona Polibio, Cesare, Augusto e Asinio Pollione come autori, in un modo che implica che li stia citando, anche se menziona casualmente i nomi di Varrone, Fabio Pittore, Cassio Emina e Rutilio Rufo, ma non in termini che implichino alcun uso delle loro opere.